# 瓦茨拉夫·普尔赫利克
瓦茨拉夫·普尔赫利克（捷克語：Václav Prchlík，1922年8月25日—1983年3月16日），上将，是捷克斯洛伐克军中的“改革派”，曾担任军队总政治部主任。1967年出面劝说各军区司令保持中立，粉碎了安东宁·诺沃提尼军事政变计划，之后支持亚历山大·杜布切克的改革。1968年布拉格之春被苏联镇压后，遭到撤除一切职务和监禁。